# 71º Campeonato Brasileiro Absoluto de Xadrez
O 71º Campeonato Brasileiro Absoluto de Xadrez foi uma competição de xadrez organizada pela CBX referente ao ano de 2004. Sua fase única foi disputada na cidade de São José do Rio Preto (SP) de 14 a 20 de fevereiro de 2005. O GM Rafael Leitão sagrou-se campeão de forma invicta.

## Fase final
Os 28 jogadores classificados disputaram a fase final pelo Sistema Suíço em 9 rodadas.
Sistema de pontuação
- 1,0 ponto por vitória
- 0,5 ponto por empate
- 0,0 ponto por derrota

| Pos | Jogador                  | UF | Pontos | Prog. | Buch | Vit | R1      | R2      | R3      | R4      | R5      | R6      | R7      | R8      | R9      |
| --- | ------------------------ | -- | ------ | ----- | ---- | --- | ------- | ------- | ------- | ------- | ------- | ------- | ------- | ------- | ------- |
| 1º  | Rafael Leitão            | SP | 7,5    | 39,0  | 52,0 | 6   | 17º vit | 05º vit | 11º vit | 03º emp | 02º emp | 04º vit | 08º vit | 10º vit | 09º emp |
| 2º  | Gilberto Milos           | SP | 7,5    | 37,0  | 50,0 | 6   | 15º vit | 08º emp | 05º vit | 12º vit | 01º emp | 03º vit | 04º emp | 09º vit | 10º vit |
| 3º  | Darcy Lima               | SC | 7,0    | 37,5  | 52,5 | 6   | 18º vit | 09º vit | 04º vit | 01º emp | 12º vit | 02º der | 14º vit | 11º vit | 08º emp |
| 4º  | Eduardo Thélio Limp      | SP | 5,5    | 31,0  | 55,5 | 4   | 21º vit | 25º vit | 03º der | 06º vit | 08º vit | 01º der | 02º emp | 05º emp | 11º emp |
| 5º  | Felipe El Debs           | SP | 5,5    | 23,5  | 44,0 | 4   | 27º vit | 01º der | 02º der | 25º emp | 16º emp | 22º vit | 12º vit | 04º emp | 13º vit |
| 6º  | Roberto Assumpção        | SP | 5,5    | 28,0  | 43,0 | 5   | 14º vit | 07º vit | 12º der | 04º der | 15º vit | 13º vit | 10º der | 08º emp | 20º vit |
| 7º  | Diego di Berardino       | RJ | 5,5    | 22,5  | 35,5 | 5   | 22º emp | 06º der | 24º der | 21º vit | 25º vit | 18º vit | 09º der | 19º vit | 14º vit |
| 8º  | Herman C. van Riemsdijk  | SP | 5,0    | 28,0  | 47,0 | 3   | 13º vit | 02º emp | 16º emp | 18º vit | 04º der | 12º vit | 01º der | 06º emp | 03º emp |
| 9º  | Adriano Caldeira Marques | SP | 5,0    | 25,5  | 46,5 | 4   | 26º vit | 03º der | 13º der | 23º vit | 19º vit | 11º emp | 07º vit | 02º der | 01º emp |
| 10º | Luis Henrique Coelho     | DF | 5,0    | 27,0  | 47,0 | 4   | 25º der | 22º emp | 21º vit | 17º vit | 11º vit | 14º emp | 06º vit | 01º der | 02º der |
| 11º | Everaldo Matsuura        | SC | 5,0    | 28,5  | 50,5 | 4   | 19º vit | 23º vit | 01º der | 13º vit | 10º der | 09º emp | 20º vit | 03º der | 04º emp |
| 12º | Alexandr Fier            | SC | 4,5    | 26,5  | 51,5 | 4   | 20º vit | 16º vit | 06º vit | 02º der | 03º der | 08º der | 05º der | 24º vit | 17º emp |
| 13º | Mário Augusto Galati     | SP | 4,5    | 24,0  | 44,5 | 4   | 08º der | 15º vit | 09º vit | 11º der | 17º vit | 06º der | 16º vit | 14º emp | 05º der |
| 14º | Frederico Matsuura       | PR | 4,5    | 25,0  | 41,0 | 3   | 06º der | 21º emp | 25º vit | 16º vit | 20º vit | 10º emp | 03º der | 13º emp | 07º der |
| 15º | Eduardo Marra            | SP | 4,5    | 18,5  | 34,0 | 3   | 02º der | 13º der | 26º vit | 22º vit | 06º der | 19º emp | 18º emp | 20º emp | 24º vit |
| 16º | Marco Antônio Asfora     | PE | 4,5    | 21,0  | 40,0 | 3   | 28º vit | 12º der | 08º emp | 14º der | 05º emp | 23º vit | 13º der | 18º emp | 25º vit |
| 17º | Adalberto Araújo         | PR | 4,5    | 19,0  | 35,0 | 3   | 01º der | 27º vit | 19º emp | 10º der | 13º der | 21º emp | 28º vit | 23º vit | 12º emp |
| 18º | Roberto C. Miranda Jr    | PE | 4,0    | 20,5  | 40,0 | 2   | 03º der | 26º vit | 22º vit | 08º der | 24º emp | 07º der | 15º emp | 16º emp | 19º emp |
| 19º | Alessandro R. Silva      | SP | 4,0    | 20,0  | 38,0 | 2   | 11º der | 24º vit | 17º emp | 20º emp | 09º der | 15º emp | 27º vit | 07º der | 18º emp |
| 20º | Krikor Mekhitarian       | SP | 4,0    | 23,0  | 39,0 | 3   | 12º der | 28º vit | 23º vit | 19º emp | 14º der | 24º vit | 11º der | 15º emp | 06º der |
| 21º | Gabriel Ricardo Name     | SP | 4,0    | 15,0  | 34,0 | 3   | 04º der | 14º emp | 10º der | 07º der | 28º vit | 17º emp | 22º vit | 27º der | 26º vit |
| 22º | Angelo Bil Ramos         | RJ | 4,0    | 16,5  | 31,0 | 3   | 07º emp | 10º emp | 18º der | 15º der | 26º vit | 05º der | 21º der | 28º vit | 27º vit |
| 23º | Eduardo Capatti          | SP | 4,0    | 18,0  | 31,5 | 4   | 24º vit | 11º der | 20º der | 09º der | 27º vit | 16º der | 26º vit | 17º der | 28º vit |
| 24º | Vitório Chemin           | PR | 3,5    | 18,5  | 35,0 | 3   | 23º der | 19º der | 07º vit | 27º vit | 18º emp | 20º der | 25º vit | 12º der | 15º der |
| 25º | Alcides Azevedo          | RN | 3,0    | 17,0  | 36,0 | 2   | 10º vit | 04º der | 14º der | 05º emp | 07º der | 28º vit | 24º der | 26º emp | 16º der |
| 26º | Maximo Iack Macedo       | RN | 2,5    | 11,0  | 26,0 | 2   | 09º der | 18º der | 15º der | 28º vit | 22º der | 27º vit | 23º der | 25º emp | 21º der |
| 27º | Guilherme Bueno de Paula | GO | 2,0    | 9,0   | 25,5 | 2   | 05º der | 17º der | 28º vit | 24º der | 23º der | 26º der | 19º der | 21º vit | 22º der |
| 28º | Toshinobu Tasoko         | SP | 0,0    | 0,0   | 28,5 | 0   | 16º der | 20º der | 27º der | 26º der | 21º der | 25º der | 17º der | 22º der | 23º der |